# Галицька дефіляда
Галицька дефіляда — етно-гастрономічний фестиваль, який проходить щороку в Тернополі.
Фестиваль проводиться у форматі народного гуляння з метою пропагування кулінарних традицій Галичини, екологічної їжі та розвитку етно-культури регіону.

## Програма
Справжня українська кухня, кулінарні майстер-класи, виступи народних музик, вуличних театрів, конкурс краси «Найкраща мавка», вогняне шоу, дискотеки просто неба, дитячі, спортивні локації та відтворення українських традицій у ремеслах.

## Організатори
Гільдія рестораторів Тернопільщини — об'єднання власників ресторанів та ресторанно-розважальних комплексів міста. Гільдія створена з метою популяризації галицької, екологічної та здорової їжі.

## Фестивалі за роками

### 2013
Перший фестиваль провели на Театральному майдані Тернополя в жовтні 2013 року.

### 2014
У 2014 році на «Галицькій дефіляді» виступили гурти Лісапетний батальйон, Los Colorados, Banda Arkan, Рапсодія, Fidel Trio Quartet, Фолькнери, Петрос, Фа Мажор, Медовий полин та інші.

#### Кулінарні рекорди
У 2014 році у Тернополі на «Галицькій дефіляді» встановили п'ять кулінарних рекордів (у тому числі два світових): найдовший мангал, найдовший шашлик, найбільша кількість зеленого борщу, найбільша карта-фототорт Тернопільщини та найбільша кількість рекордів, які встановлені на одному фестивалі.
- Найдовший мангал довжиною 211, 1 метр та складався із 69 конструкцій. А шашлик, приготовлений на ньому, становив трохи більше 200 метрів. До речі, цей рекорд таки побив раніше встановлений росіянами світовий (180 метрів).
- Найбільша кількість зеленого борщу. Досі такого рекорду в Україні ще не було, адже в основному українці віддають перевагу борщу червоному. Номінація цього рекорду звучить так «Найбільший об'єм зеленого борщу, приготований на одній локації». Тобто, не в одному казані, а кожна ресторація окремо готувала свій борщ. І рекорд було зафіксовано — 434 літри, які роздали гостям безкоштовно.
- На «Галицькій дефіляді» було спечено найбільшу карту-фототорт Тернопільщини. Торт важив більше тонни, площею 15,3 кв. метри. Для його приготування знадобилося по 60 кг вишень та ананасів, 3 тисячі яєць, 120 кг борошна, 30 л гелю, 100 кг сметани та 350 кг крему.
- П'ятим же стала кількість рекордів, які встановили на одному фестивалі.

### 2015
Третій фестиваль провели 12 липня 2015 року в парку імені Тараса Шевченка.
Чотириметровий козак-кіборг став символом цьогорічного фестивалю «Галицька дефіляда». Зроблений повністю із частин металу відомим скульптором, який славиться своєю неординарністю Сергієм Кузнєцовим.
Другою найцікавішою фотолокацією стало відоме «Фото Патріота», де на фоні українського та бандеростягів могли фотографуватися гості фестивалю з різними написами, як-от «Слава Україні», «Я люблю Україну».

#### Кулінарні рекорди
У перший день на території фестивалю облаштували найдовший гостинний стіл, довжиною майже 100 метрів, а за ним найменшим гостям фестивалю роздавали безкоштовні еко-йогурти. Старші ж гості могли встановлювати пивні рекорди, а молодь — ласувати досхочу медом зі справжніх стільників, допоки пасічники показово у медогонках «витріпували» мед.
Під час фестивалю на одній з локацій роздавали гостям безкоштовно декілька тисяч порцій різних видів кулішу, рибної юшки, борщу.

#### Галицькі музики
Родзинкою дійства став конкурс-фестиваль «Галицьких музик», учасники якого змагалися за головний приз — 10 тисяч гривень.
Доповнювали музичні хвилі фестивалю ще й творчі локації: майстер-класи з танців,  бойового гопаку, стріляння з лука, а ще плетіння віночків, спорудження фігур із сірників, виготовлення ляльок-мотанок та багато іншого.